# كأس هولندا السياحية 1960
كأس هولندا السياحية 1960 هو سباق دراجات نارية أقيم بتاريخ 25 يونيو 1960 في حلبة أسن تي تي. كان الجولة الثالثة من أصل 7 في سباق الجائزة الكبرى للدراجات النارية موسم 1960. فاز الإيطالي ريمو فنتوري بفئة 500 سي سي بينما جاء الأسترالي بوب براون في المركز الثاني وحصل على المركز الثالث الإيطالي إميليو ميندوجني.

## وصلات خارجية
- الموقع الرسمي